# Balestrand

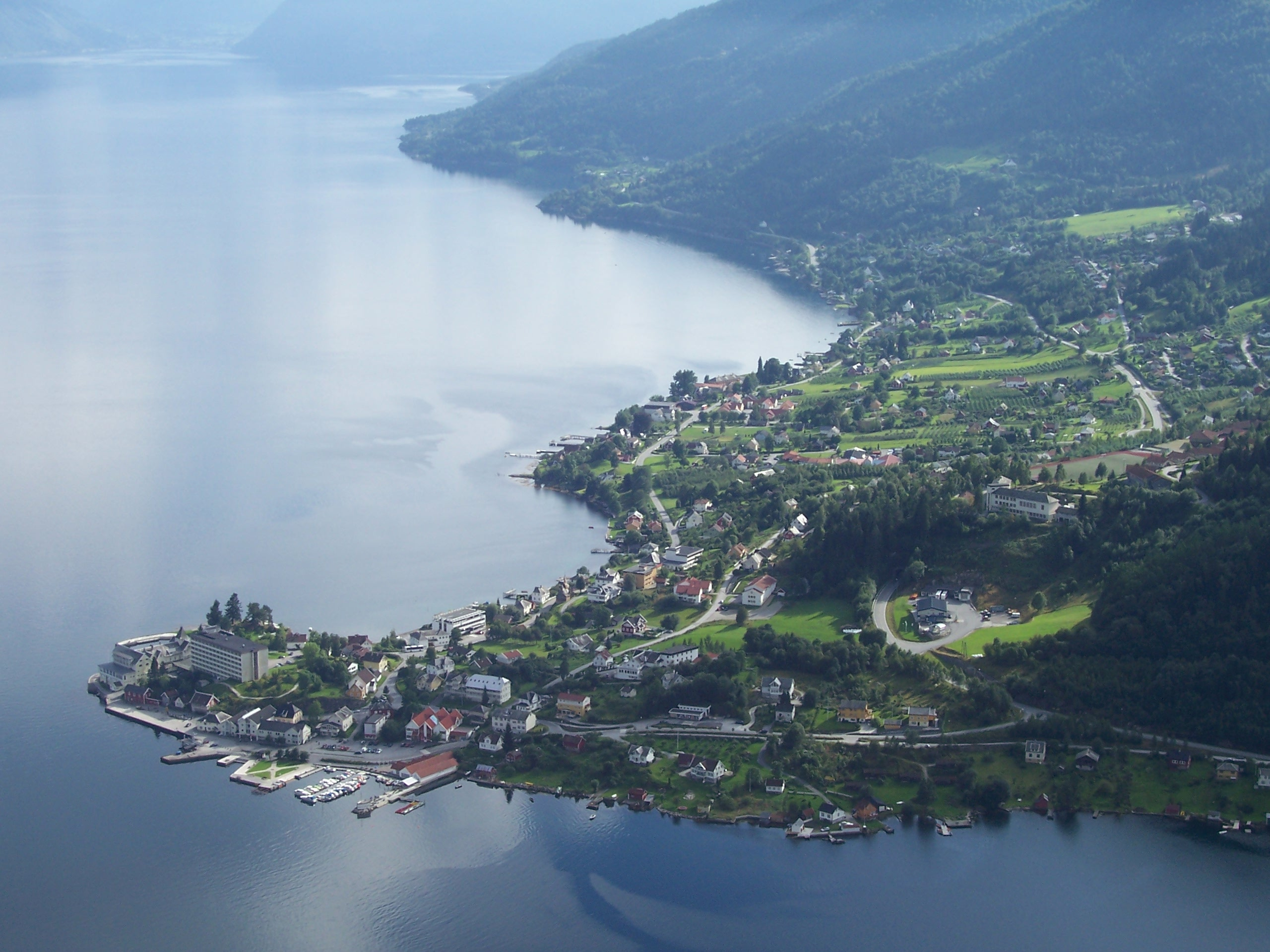
Ort Balestrand

Balestrand ist eine Ortschaft in der Gemeinde Sogndal im norwegischen Fylke Vestland. Sie liegt am nördlichen Ufer des Sognefjords. 

## Name
Der Name wurde seit 1849 für das Prestegjeld und die Gemeinde genutzt, die in diesem Jahr eingerichtet wurde. Der Name wurde vom Hof Bale übernommen. Er kommt aus der altnordischen Sprache (bali) und bedeutet „Eisenhügel am Strand“. Einer Sage zufolge stammt der Name von König Bele (Bale), der hier begraben sein soll.

## Gemeinde Balestrand
Bis Ende 2019 war Balestrand eine eigene Kommune. Im Zuge der Kommunalreform in Norwegen wurde Balestrand aufgeteilt: Der Großteil wurde mit der Kommune Leikanger zur neuen Kommune Sogndal vereint, die Ortschaft Nesse schloss sich nach einer Volksabstimmung Høyanger an.
Auf einer Fläche von 430 km² lebten 1279 Einwohner (Stand: 1. Januar 2019). Die Kommunennummer war 1418.

### Wappen

Wappen der Kommune Balestrand

Balestrands Wappen zeigt ein nach untengerichtetes silbernes Schwert auf blauem Grund. Das Motiv ist von der Statue des Königs Bele auf den Balehaugene inspiriert. Seit 1989 ist das Wappen zugelassen.

### Nachbargemeinden
Balestrand grenzte im Norden an Førde, im Osten an Sogndal und Leikanger, im Süden an Vik und im Westen an Høyanger und Gaular.

### Grenzveränderungen
Die Grenzverläufe Balestrands wurden im Jahr 1964 und 2000 geändert. Die kleine Insel Kvamsøy, die der Gemeinde Vik angehörte, wurde im Jahr 1964 der Gemeinde zugeschlagen. Im Gegenzug wurde der Sogn Vangsnes in die Gemeinde Vik überführt. Fast das gesamte Gebiet östlich der Mündung des Fjærlandsfjord wurde in die Gemeinde Leikanger eingemeindet. Seit 2000 gehörte der Sogn Fjærland zur Gemeinde Sogndal.

### Orte
- Balestrand
- Esebotn
- Farnes
- Menesegg (auch als Menes bekannt)
- Nessane
- Sværafjorden
- Sæle
- Tjugum / Dragsviki
- Vetlefjord

### Bevölkerungsentwicklung

## Bevölkerung

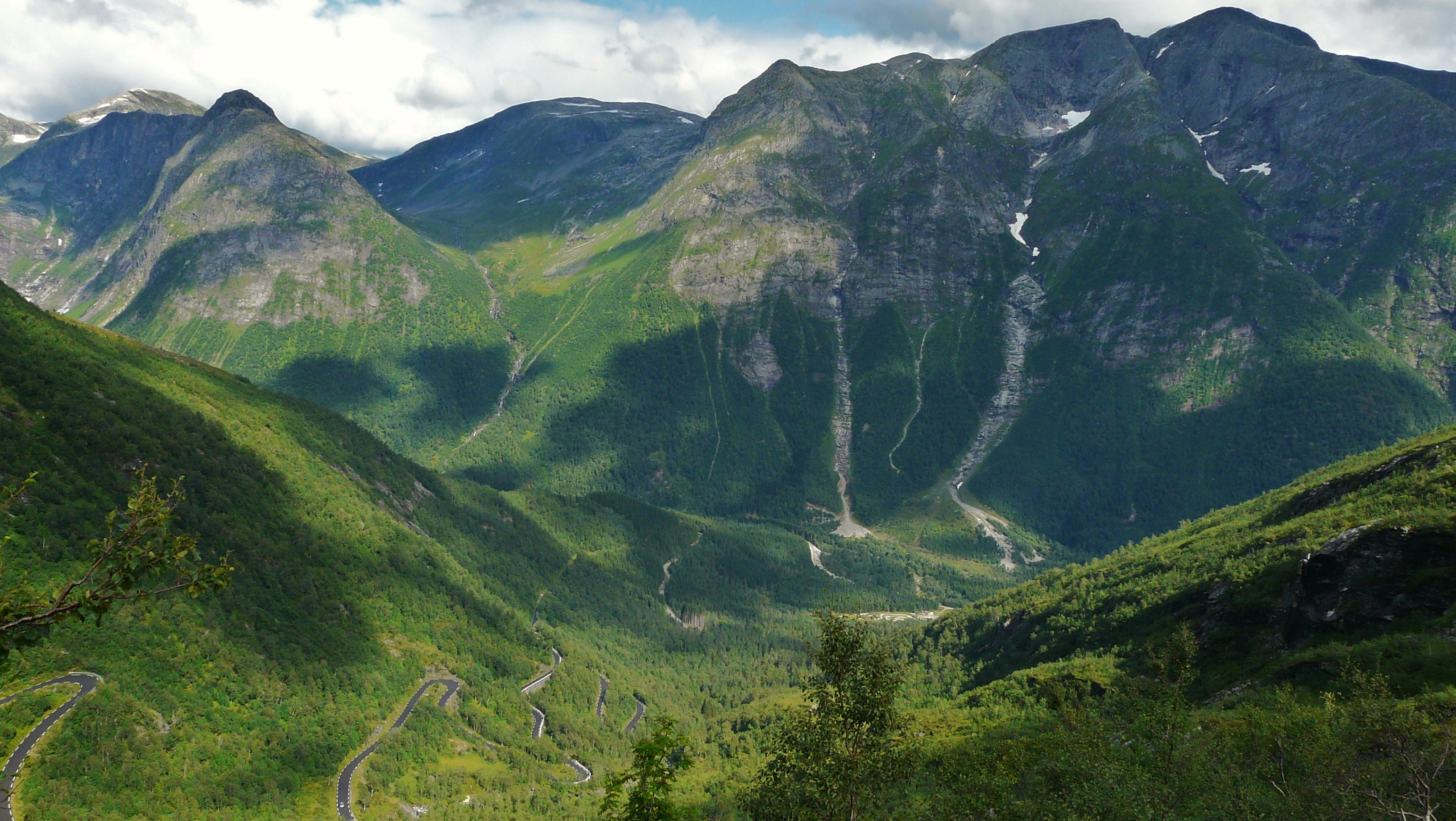
Vetlefjorddalen und Bårddalen

### Persönlichkeiten
- Franz Wilhelm Schiertz (1813–1887), Maler
- Adelsteen Normann (1848–1918), Maler
- Hans Dahl (1849–1937), Maler
- Hans Andreas Dahl (1881–1919), Maler
- Kjartan Lauritzen (* 1995), Sänger

## Verkehr

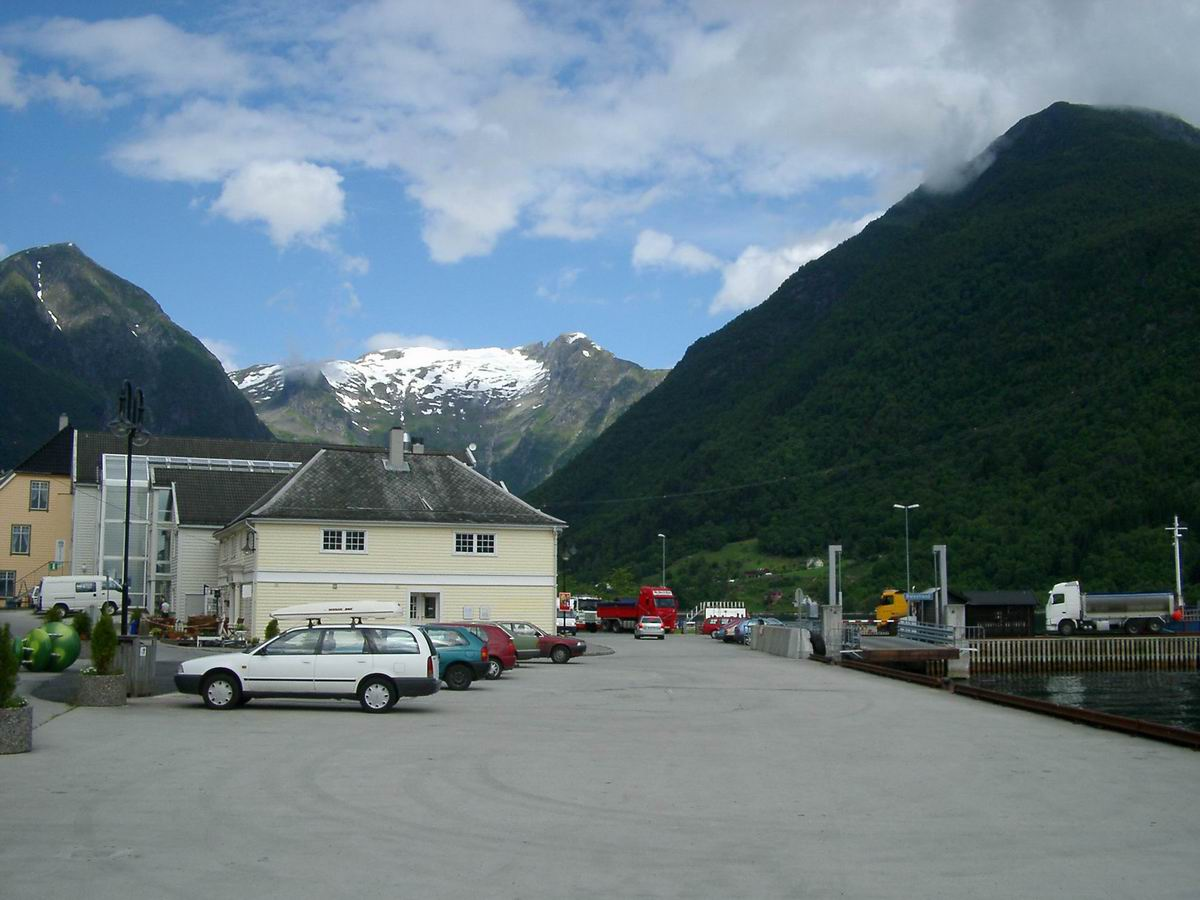
Fähranleger im Ort Balestrand

Durch die Gemeinde verlief der Riksvei 55 (Rv 55). Von Høyanger (in der Gemeinde Høyanger) kommend, führt die Straße durch den Høyangertunnel an den Lånefjord und weiter entlang des Ufers des Sognefjorden bis Tjugum/Dragsviki. Dort besteht eine Fährverbindung über den Fjærlandsfjord nach Hella (Rv 55) in der Gemeinde Leikanger oder über den Sognefjord nach Vangsnes (Rv 13) in der Gemeinde Vik. Der Riksvei 13 (Rv 13) führt von Tjugum / Dragsviki in Richtung Norden entlang des Fjærland-, Sværa- und Vetlefjords bis ins Vetlefjorddal. In Höhe des Bårddals knickt die Straße nach Osten ab und folgt dem Tal bis hinauf ins Gebirge und gelangt schließlich in die Gemeinde Gaular. Weitere Fährverbindungen bestehen vom Ort Balestrand nach Bergen und Flåm.
Der nächste Flughafen ist in Kaupanger bei Sogndal, ca. 65 km entfernt.

## Kultur und Sehenswürdigkeiten

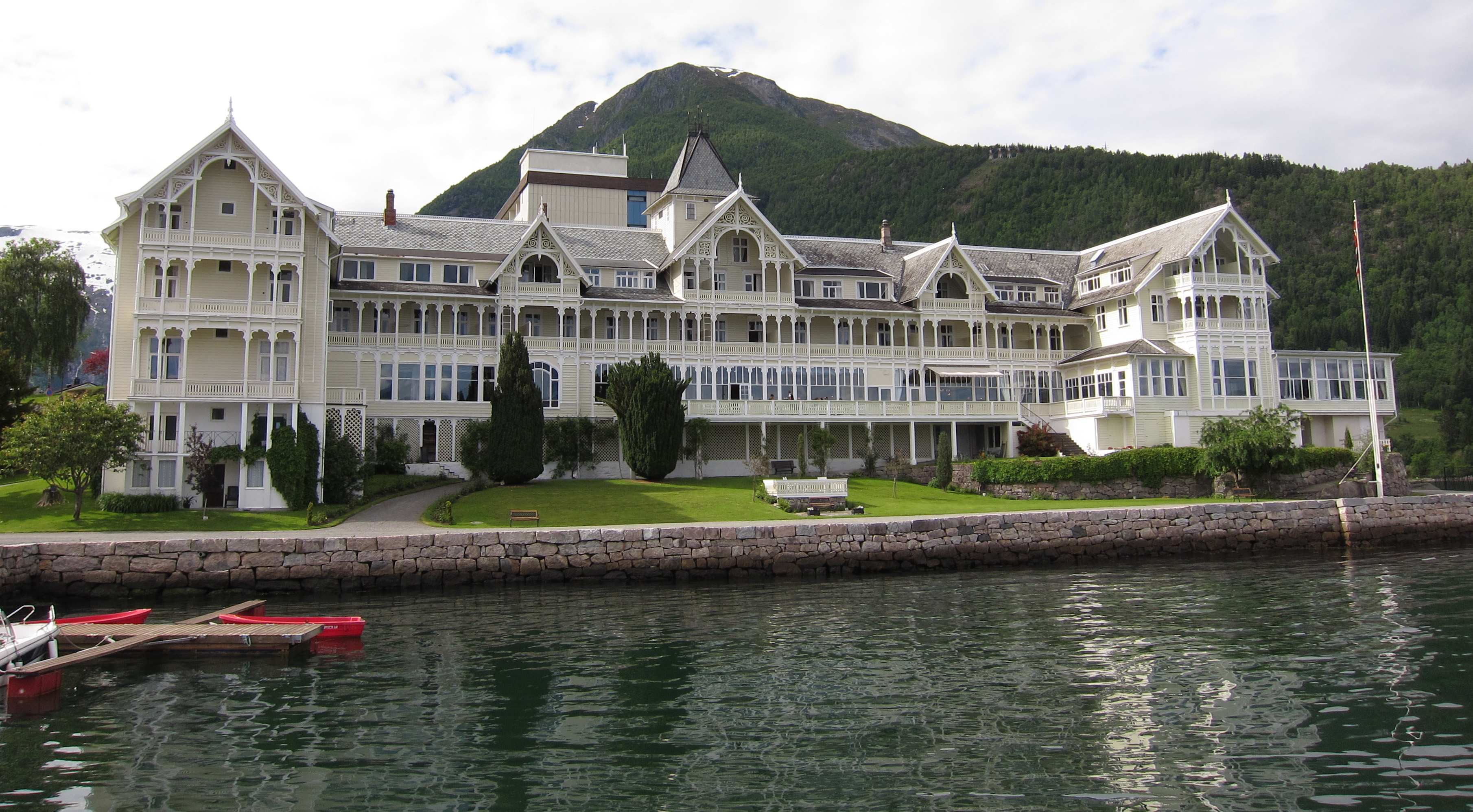
Kviknes-Hotel

Ab 1890 entwickelte sich Balestrand zum Künstlerdorf. Adelsteen Normann war der erste Künstler, der sich 1890/1891 eine Villa am Fjord bauen ließ. 1893 ließ sich Hans Dahl eine Villa im Drachenstil am Ufer des Sognefjords bauen. 1910 folgte ihm sein Sohn Hans Andreas Dahl mit einem eigenen Haus. Heute finden in den restaurierten Künstlervillen Ausstellungen, Malkurse und andere künstlerische Veranstaltungen statt.
Das Kviknes-Hotel, im Schweizer Stil erbaut, gilt als Norwegens größtes Holzhaus. Ebenso sehenswert ist die Sankt-Olav-Kirche.